# أرستقراطية عمالية
لمصطلح الأرستقراطية العمالية أربعة معاني على الأقل: مصطلح ذو أسس نظرية ماركسية، نوع محدد من النقابية، ووصف مختصر استخدمتع النقابات الصناعية الثورية (مثل منظمة العمال الصناعيين في العالم) لبيروقراطية النقابات العمالية القائمة على الحرف. في القرنين التاسع عشر وأوائل القرن العشرين استخدم المصطلح لتعريف أعضاء الطبقة العاملة الأفضل حالا (كما استخدمه جاك لندن على سبيل المثال في شعب الهاوية).

## استخدام المصطلح في الفكر الماركسي
في النظرية الماركسية، يشكل العمال (البروليتاريين) في البلدان المتقدمة الذين يستفيدون من الأرباح الفائقة المستخرجة من العمال الفقراء في البلدان النامية «أرستقراطية عمالية». اشتهر هذا المصطلح بعد استخدام كارل كاوتسكي له في عام 1901 ونظّر له فلاديمير لينين في مؤلفه الإمبريالية، أعلى مرحلة الرأسمالية. وفقا للينين، تستغل الشركات في العالم المتقدم عمال العالم النامي حيث الأجور أقل بكثير. إن زيادة الأرباح تمكن هذه الشركات من دفع أجور أعلى لموظفيها «في الوطن» (أي في العالم المتقدم)، مما يخلق طبقة عمل راضية عن مستوى معيشتها وغير ميالة للثورة البروليتارية. وهو بالتالي شكل من أشكال تصدير الفقر، مما يخلق «مطوقة» من الطبقة الاجتماعية الدنيا. قال لينين إن الإمبريالية قد منعت بذلك زيادة الاستقطاب الطبقي في العالم المتقدم، وجادلت بأن ثورة العمال لا يمكن أن تبدأ إلا في إحدى البلدان النامية، مثل روسيا الإمبراطورية.[بحاجة لمصدر]
إن مفهوم الأرستقراطية العمالية مثار جدل بين الماركسيين. في حين توافق عليها رسميا معظم التيارات التي تقيّم لينين بشكل إيجابي، بما في ذلك الأممية الشيوعية، فلا تعتبر النظرية في صميم عملها سوى قلة من المنظمات. ويستخدم هذا المصطلح على نطاق واسع في الولايات المتحدة، حيث روج له، في العقد الذي سبق الحرب العالمية الأولى، الحزب الاشتراكي الأمريكي بقيادة يوجين دبس، والعمال الصناعيين في العالم. في بريطانيا، يؤمن بهذه النظرية الحزب الشيوعي البريطاني (الماركسي - اللينيني) والجماعة الشيوعية الثورية. لقد قبل بهذه النظرية العديد من التروتسكيين، بمن فيهم ليون تروتسكي نفسه، والمؤتمرات الأولى للأممية الرابعة؛ واعتبر آخرون، بما في ذلك إرنست ماندل وتوني كليف أن النظرية تحوي حججا خاطئة أو لها أبعاد «عالم ثالثية». وقد طور الاشتراكي الثوري الأمريكي تشارلي بوست نقدا معاصرا لهذه النظرية.

## نقد نقابات نخبة العمال
وقد صاغ هذا المصطلح أصلا ميخائيل باكونين في عام 1872 لانتقاد الفكرة أن العمال المنظمين هم الأكثر راديكالية. كتب باكونين: «بالنسبة لي زهرة البروليتاريا ليست، كما هو الحال بالنسبة للماركسيين، الطبقة العليا، أرستقراطية العمل، أولئك الذين هم الأكثر ثقافة، الذين يكسبون أكثر ويعيشون بشكل أكثر رخاء من جميع العمال الآخرين.»
في الولايات المتحدة وبريطانيا، يستخدم مصطلح «الأرستقراطية العمالية» كنقد ضمني للنقابات العمالية التي نظمت عمالا ذوي رواتب عالية ولا تهتم بتنظيم عمال ذوي دخل متوسط أو منخفض - حتى في الحالات التي سيؤدي تنظيم العمال غير المنتظمين إلى تعزيز النقابات المعنية. ويقال إن هذه النقابات راضية على كونها «أرستقراطية عمالية». ومن الأمثلة على ذلك نقابات الرياضيين المحترفين، التي رفعت أجور فئة معينة من الرياضيين المحترفين ذوي الأجور العالية، ولكنها ترفض تنظيم عمال آخرين، بمن فيهم موظفون آخرون في الفرق التي يعملون فيها. وتتهم عادة أن جمعية طياري الخطوط الجوية، نقابة ممثلي الشاشة، وعددا من النقابات الأخرى تتصرف بحسب نموذج الأرستقراطية العمالية النقابية.

## نقد النقابات الحرفية
في بداية القرن العشرين في الولايات المتحدة، «معظم نقابات اتحاد العمال الأمريكيين لم تقبل ضم العمال الصناعيين غير المهرة». سيليج بيرلمان كتب في عام 1923 أن العمال المهرة المنظمين في النقابات الحرفية كانوا أكثر اهتماما في الانفصالية التجارية من التضامن العمالي. كان العمال الحرفيون قادرين على مطالبة أرباب العمل بالمزيد بسبب مهاراتهم، وفضلوا النضال على حدة بعيدا عن العمال غير المهرة أو شبه المهرة.
في عام 1905 تأسست منظمة العمال الصناعيين في العالم في شيكاغو. منذ تأسيسها وجهت هذه المنظمة نقدا للنقابات الحرفية لأنها أدت إلى خلق «أرستقراطية عمالية»
كتب يوجين دبس، أنه باستطاعة «قدامى النقابيين المخضرمين» أن يروا ليس بمقدور العمال تحقيق النصر بوجود مثل تلك الحركة العمالية. اعتقد دبس أن اتحاد النقابات الأمريكية قد سيطرت عليه قيادة مستبدة، خاضت معارك قضائية بين بعضها البعض وكانت علاقة قادة النقابات بالأثرياء في إطار الاتحاد الأهلي القومي ودية أكثر من اللازم. وفي مقابل ذلك آمن قادة العمال الصناعيين في العالم بصراع الطبقات والتضامن بين العمال، وهدفوا في نضالهم إلى إلغاء عبودية الأجر.

## راجع أيضا
- اللينينية
- مدرسة العالم الثالث

## Notes
1. ↑  The Myth of the Labor Aristocracy, Part 1, accessed October 18, 2009 -- نسخة محفوظة 28 أغسطس 2017 على موقع واي باك مشين.
2. ↑  A Pictorial History of American Labor, William Cahn, 1972, page 231.
3. 1 2  Selig Perlman, A History of Trade Unionism In The United States, Forgotten Books, 1923/2011, page 116
4. ↑  Paul Frederick Brissenden, The I.W.W. A Study of American Syndicalism, Columbia University, 1919, page 87
5. ↑  Joe Hill, by Gibbs M. Smith, 1984, page 2.